# رونالد بروتيغام
رونالد بروتيغام (بالهولندية: Ronald Brautigam)‏ هو عازف بيانو هولندي، ولد في 1 أكتوبر 1954 في أمستردام في هولندا.

## وصلات خارجية
- الموقع الرسمي
- رونالد بروتيغام على موقع ميوزك برينز (الإنجليزية)
- رونالد بروتيغام على موقع أول ميوزيك (الإنجليزية)
- رونالد بروتيغام على موقع ديسكوغز (الإنجليزية)